# Photinella biramosa
Photinella biramosa är en bönsyrseart som beskrevs av Henri Saussure och Leo Zehntner 1894. Photinella biramosa ingår i släktet Photinella och familjen Mantidae. Inga underarter finns listade i Catalogue of Life.